# Un épais manteau de sang
Pour plus de détails, voir Fiche technique et Distribution.
Un épais manteau de sang est un film français réalisé par José Bénazéraf et sorti en 1968. 

## Synopsis
Les deux complices Sorenson et Dyonis ont volé des diamants. Tandis que Dyonis disparaît mystérieusement, Sorenson achète une clinique en Corse grâce à l’argent récolté après la vente des pierres précieuses. Sorenson et Valérie, la femme de Dyonis, deviennent amants, mais Dynos réapparaît…  

## Fiche technique
- Titre original : Un épais manteau de sang
- Réalisation : José Bénazéraf
- Scénario : José Bénazéraf
- Dialogues : José Bénazéraf
- Photographie : Alain Levent
- Montage : Néna Baratier, Claudio Ventura
- Pays d’origine :  France
- Tournage : 
  - Langue : français
  - Année : 1967
  - Extérieurs : Corse[1]
- Producteur : Stany Cordier (France)
- Société de production : Les Productions du Chesne (France)
- Société de distribution : Office de Productions EDI (France)
- Format : couleur par Eastmancolor — 35 mm — son monophonique
- Genre : thriller
- Durée : 92 minutes
- Date de sortie :  4 septembre 1968
- Mention CNC : interdit aux -16 ans (visa d'exploitation no 33307 délivré le 5 septembre 1968)

## Distribution
- Valérie Lagrange : Valérie
- Paul Guers : Dyonis
- Hans Meyer : Sorenson
- Katia Bartell : Katia
- Éric Arnal : Bernard